# Antonín Václavík (politik)
Antonín Václavík (12. března 1927 Moravské Prusy – 31. července 1997 Olomouc) byl český a československý literární vědec, vysokoškolský učitel, politik Komunistické strany Československa, poslanec České národní rady a Sněmovny národů Federálního shromáždění na počátku normalizace. Po roce 1969 odstaven z politických funkcí.

## Biografie
K roku 1969 se uvádí jako profesí středoškolský učitel, bytem Olomouc. Byl absolventem Filozofické fakulty Palackého univerzity v Olomouci a kandidátem věd. V době nástupu do parlamentu zastával post prorektora Palackého univerzity a byl docentem sovětské literatury na Filozofické fakultě této školy. V letech 1963-1964 byl děkanem Filozofické fakulty olomoucké univerzity.
Po provedení federalizace Československa usedl v lednu 1969 do Sněmovny národů Federálního shromáždění. Do federálního parlamentu ho nominovala Česká národní rada, kde rovněž zasedal. Ve FS setrval do prosince 1969, kdy rezignoval na svou funkci. Po invazi vojsk Varšavské smlouvy do Československa ho severomoravský Krajský výbor Komunistické strany Československa zařadil na seznam „představitelů a exponentů pravice“. V té době je stále uváděn jako docent filosofické fakulty UP, Olomouc.